# Farrukhi Sistani
Farrukhi Sistani (en persan : ابوالحسن علی بن جولوغ سیستانی) (Abolhassan ali ebn djolough-i sistani) (c. 980 - 1037 ou 1038) poète de Cour de Walî-ad-Dawlah Khalaf ben Ahmad (963-1003), dernier émir de la dynastie Saffarides et les Ghaznévides (perse : سلسلهٔ غزنویان).
Il est nommé grand poète de la Cour par Sultan Mahmoud Ghaznévi puis servi Sultan Masoud Ghaznévi jusqu'à sa mort.
En plus de la poésie, il chantait et jouer le Barbat (Luth à manche court).